# Фаина
Фаи́на — женское русское личное имя греческого происхождения; восходит к др.-греч. φαεινή — «сияющая, блестящая».
Именослов имя Фаина было включено после канонизации мученика Феодота и «семи дев» — Текусы, Фаины, Клавдии, Матроны, Иулии, Александры и Евфрасии, подвергшихся гонениям и казни в Анкире (Галатия) в 303 или 304 году, во время великого гонения при императоре Диоклетиане.
Именины (даты даны по григорианскому календарю): 31 мая, 11 июня.
В российских генеалогических источниках XVIII — XIX веков это имя чаще всего присутствует в форме "Фаена". Но в XX веке искажено до "Флена", а далее даже до привычного "Елена".